# Seek Bromance
Bromance – singel szwedzkiego DJ-a i producenta muzycznego Tima Berga. Singel został wydany 24 października 2010 roku w Wielkiej Brytanii, osiągnął tam także 13. miejsce na UK Singles Chart.

## Lista utworów
- Dutch Digital download[1]

1. "Seek Bromance" (Avicii's Vocal Edit) – 3:20
2. "Seek Bromance" (Avicii's Vocal Extended) – 8:08
3. "Seek Bromance" (Samuele Sartini Radio Edit) – 3:13
4. "Seek Bromance" (Samuele Sartini Extended Mix) – 5:26

- UK CD single[2]

1. "Seek Bromance" (Avicii's Vocal Edit) – 3:22
2. "Seek Bromance" (Avicii's Arena Mix) – 8:18

- UK Digital download[3]

1. "Seek Bromance" (Avicii's Vocal Edit) – 3:23
2. "Seek Bromance" (Avicii's Vocal Extended) – 8:10
3. "Bromance" (Bimbo Jones Remix) – 8:00
4. "Bromance" (Chris Reece Pinkstar Remix) – 7:04
5. "Bromance" (Avicii's Arena Mix) – 8:17
6. "Bromance" (Avicii's Arena Radio Edit) – 3:54

- Danish Digital download[4]

1. "Seek Bromance" (Avicii's Vocal Edit) – 3:20
2. "Seek Bromance" (Avicii's Vocal Extended) – 8:08
3. "Seek Bromance" (Bimbo Jones Remix) – 8:21
4. "Seek Bromance" (Samuele Sartini Extended Mix) – 5:26
5. "Seek Bromance" (Samuele Sartini Radio Edit) – 3:13
6. "Seek Bromance" (Kato Remix) – 7:40

- German Digital download[5]

1. "Seek Bromance" (Avicii's Vocal Edit) – 3:21
2. "Seek Bromance" (Avicii's Vocal Extended) – 8:08
3. "Seek Bromance" (Bimbo Jones Vocal Remix) – 8:21
4. "Seek Bromance" (Samuele Sartini Radio Edit) – 3:13
5. "Seek Bromance" (Samuele Sartini Extended Mix) – 5:26

- German CD single[6]

1. "Seek Bromance" (Avicii's Vocal Edit) – 3:21
2. "Seek Bromance" (Avicii's Vocal Extended) – 8:09

## Słowa i produkcja
- Główny wokal - Amanda Wilson
- Producent - Tim Berg
- Słowa - Tim Berg
- Wytwórnia - Ministry of Sound

## Notowania i certyfikaty
| Lista (2010-11)                    | Najwyższa pozycja |
| ---------------------------------- | ----------------- |
| Australia (ARIA)                   | 32                |
| Austria (Ö3 Austria Top 40)        | 60                |
| Belgia (Ultratop 40 Flandria)      | 1                 |
| Belgia (Ultratop 40 Wallonia)      | 4                 |
| Dania (Tracklisten)                | 5                 |
| Francja (SNEP)                     | 12                |
| Niemcy (Media Control Charts)      | 61                |
| Węgry (Mahash)                     | 32                |
| Holandia (Dutch Top 40)            | 5                 |
| Norwegia (VG-Lista)                | 4                 |
| IFPI)                              | 89                |
| Hiszpania (PROMUSICAE)             | 2                 |
| Polska (ZPAV)                      | 2                 |
| Rumunia (UPFR)                     | 39                |
| Szwecja (Sverigetopplistan)        | 20                |
| Szwajcaria (Media Control Charts)  | 21                |
| Wielka Brytania (UK Singles Chart) | 13                |

Certyfikaty
| Kraj   | Certyfikat |
| ------ | ---------- |
| Belgia | Złoto      |
| Dania  | Złoto      |

## Historia wydania
| Kraj            | Data                 | Format                      | Wytwórnia         |
| --------------- | -------------------- | --------------------------- | ----------------- |
| Holandia        | 17 października 2010 | Digital download            | Zouk Recordings   |
| Wielka Brytania | 24 października 2010 | CD single, digital download | Ministry of Sound |
| Dania           | 3 listopada 2010     | Digital download            | U&!               |
| Niemcy          | 12 listopada 2010    | CD single, digital download | Kontor Records    |